# Кабакулак Ибрагим-паша
Кабакула́к Ибрагим-паша (тур. Kabakulak İbrahim Paşa; ум. 1743, Ретимнон) — османский государственный деятель, великий визирь с 22 января по 10 сентября 1731 года.

## Биография
Уроженец города Барла из провинции Ыспарта, Ибрагим-паша приехал в Стамбул в юном возрасте. Начав службу, как помощник казначея Кемаля Мехмеда-аги, Ибрагим-паша стал секретарём дивана при великом визире Фазыле Мустафы-паши. В 1691 году Фазыл Мустафа-паша был убит в битве при Сланкамене и Кабакулак Ибрагим-паша служил в Эрзуруме, а затем вернулся в Стамбул, где продолжал свою службу.
В 1716 году Ибрагим-паша был назначен на должность бейлербея Боснии, которым оставался в течение некоторого времени. Затем находился на службе у двух бывших великих визирей Нумана-паши, а после его смерти в 1719 году перешёл на службу к Хаджи Ахмеду-паше. Осенью 1730 года в Стамбуле произошло восстание Патрона Халиля, которое привело к свержению султана Ахмеда III и к возведению на трон племянника Махмуда I. Повстанцы фактически контролировали дела в государстве, а Ибрагиму-паше было поручено обеспечить стабильность в столице.
Кабакулак Ибрагим-паша казнил многих участников восстания или отправил их в изгнание, а также организовал убийство Патрона Халиля. 22 января 1731 года Кабакулак Ибрагим-паша был назначен на должность великого визиря. Став великим визирем, он уничтожил большую часть повстанцев, которые подвергали столицу разграблению. После подавления восстания Ибрагим-паша получил в подарок от султана Махмуда I соболий мех, а также ему был подарен особняк покойного Мехмеда-кетхуды. Великий визирь слабо контролировал цены на товары, что привело к росту цен, в том числе и на продовольствие и жалобам простого народа. Кабакулак Ибрагим-паша пытался удалить со двора Хаджи Бешира-агу, который был близок к султану Махмуду I и валиде-султан, которая заступилась за Бешира-агу.
Кабакулак Ибрагим-паша был уволен с поста великого визиря и отправлен в ссылку на Эвбею, где пробыл полгода. В апреле 1732 года Ибрагим-паша был назначен бейлербеем Боснии, но по жалобам народа был отстранён с должности. Ибрагим-паша был отправлен в ссылку на Крит, где проживал более 10 лет в Ретимноне. В 1743 году Кабакулак Ибрагим-паша был убит, а его голова отправлена в Стамбул, где была похоронена на кладбище Ходжа Мустафы-паши.